# Луковек
Луковек (словен. Lukovek) — поселення в общині Требнє, регіон Південно-Східна Словенія, Словенія.